# Chaux-la-Lotière
Chaux-la-Lotière è un comune francese di 361 abitanti situato nel dipartimento dell'Alta Saona nella regione della Borgogna-Franca Contea.

## Società

### Evoluzione demografica
Abitanti censiti